# Championnat de Colombie de football 2001
Navigation
Saison précédente Saison suivante
La saison 2001 du Championnat de Colombie de football est la cinquante-quatrième édition du championnat de première division professionnelle en Colombie. Cette saison est la dernière à se dérouler sous cette forme; à partir de la saison prochaine, chaque tournoi saisonnier sacrera une équipe.
Les seize meilleures équipes du pays disputent le championnat qui se déroule en trois phases :
- lors du tournoi Ouverture (Copa Mustang I), les équipes sont regroupées au sein d'une poule unique où elles s'affrontent une seule fois, plus un match face à un adversaire du même secteur géographique puis 6 matchs au sein des Cuadrangulares.
- le Tournoi Clôture (Copa Mustang II) a exactement le même fonctionnement que le tournoi Ouverture
- les huit meilleurs clubs sur l'ensemble des deux tournois disputent la phase finale (deux poules de quatre équipes), dont les deux vainqueurs se rencontrent lors de la finale nationale pour le titre.

C'est le club de l'América de Cali, tenant du titre, qui remporte la compétition, après avoir battu en finale nationale l'Independiente Medellin. C'est le onzième titre de champion de l'histoire du club.
La saison prochaine, le championnat comptera 18 équipes au lieu de 16. Pour permettre cette extension, le dernier du classement cumulé des deux dernières saisons dispute une poule de promotion-relégation en compagnie des 2e et 3e de Copa Aguila, la deuxième division colombienne, afin de distribuer les deux places supplémentaires, la troisième étant réservée au champion de D2.

## Qualifications continentales
Les vainqueurs des tournois Ouverture et Clôture se qualifient directement pour la Copa Libertadores. La troisième place est attribuée au champion, voire au finaliste de la finale nationale. C'est le cas cette saison puisqu'aucun des deux finalistes n'a remporté de tournoi saisonnier.

## Les clubs participants
| - Independiente Santa Fe - CD Los Millonarios - Deportivo Tuluá - Deportes Tolima - Once Caldas - Independiente Medellin - Real Cartagena - Deportivo Pasto | - Atlético Nacional - Atlético Huila - América de Cali - Atlético Bucaramanga - Deportivo Pereira - Promu de Copa Aguila - Deportivo Cali - Atlético Junior - Envigado FC |

## Compétition
Le barème utilisé pour établir l'ensemble des classements est le suivant :
- Victoire : 3 points
- Match nul : 1 point
- Défaite : 0 point

### Tournoi Ouverture
| Rang | Équipe                 | Pts | J  | G  | N  | P  | Bp | Bc | Diff |
| ---- | ---------------------- | --- | -- | -- | -- | -- | -- | -- | ---- |
| 1    | Deportivo Tuluá        | 42  | 22 | 12 | 6  | 4  | 30 | 19 | +11  |
| 2    | Deportivo Cali         | 38  | 22 | 11 | 5  | 6  | 31 | 21 | +10  |
| 3    | Once Caldas            | 38  | 22 | 11 | 5  | 6  | 35 | 27 | +8   |
| 4    | Deportes Tolima        | 36  | 22 | 11 | 3  | 8  | 34 | 28 | +6   |
| 5    | Independiente Medellin | 34  | 22 | 9  | 7  | 6  | 40 | 25 | +15  |
| 6    | Independiente Santa Fe | 34  | 22 | 9  | 7  | 6  | 28 | 23 | +5   |
| 7    | América de CaliT       | 33  | 22 | 10 | 3  | 9  | 37 | 39 | -2   |
| 8    | Atlético Junior        | 31  | 22 | 8  | 7  | 7  | 22 | 23 | -1   |
| 9    | CD Los Millonarios     | 28  | 22 | 8  | 4  | 10 | 29 | 23 | +6   |
| 10   | Envigado FC            | 28  | 22 | 7  | 7  | 8  | 26 | 30 | -4   |
| 11   | Deportivo PereiraP     | 27  | 22 | 8  | 3  | 11 | 26 | 34 | -8   |
| 12   | Atlético Nacional      | 26  | 22 | 7  | 5  | 10 | 18 | 28 | -10  |
| 13   | Real Cartagena         | 25  | 22 | 7  | 4  | 11 | 23 | 28 | -5   |
| 14   | Atlético Huila         | 22  | 22 | 6  | 4  | 12 | 28 | 40 | -12  |
| 15   | Atlético Bucaramanga   | 22  | 22 | 4  | 10 | 8  | 10 | 18 | -8   |
| 16   | Deportivo Pasto        | 21  | 22 | 5  | 6  | 11 | 23 | 34 | -11  |

|  | Qualification pour la Copa Libertadores 2002 |

### Tournoi Clôture
| Rang | Équipe                 | Pts | J  | G  | N | P  | Bp | Bc | Diff |
| ---- | ---------------------- | --- | -- | -- | - | -- | -- | -- | ---- |
| 1    | Once Caldas            | 43  | 22 | 12 | 7 | 3  | 36 | 16 | +20  |
| 2    | CD Los Millonarios     | 37  | 22 | 11 | 4 | 7  | 37 | 31 | +6   |
| 3    | Atlético Nacional      | 37  | 22 | 10 | 7 | 5  | 30 | 18 | +12  |
| 4    | Deportivo Cali         | 36  | 22 | 10 | 6 | 6  | 34 | 25 | +9   |
| 5    | América de CaliT       | 35  | 22 | 10 | 5 | 7  | 31 | 23 | +8   |
| 6    | Deportivo Pasto        | 35  | 22 | 9  | 8 | 5  | 21 | 27 | -6   |
| 7    | Envigado FC            | 33  | 22 | 9  | 6 | 7  | 37 | 36 | +1   |
| 8    | Deportes Tolima        | 32  | 22 | 8  | 8 | 6  | 28 | 24 | +4   |
| 9    | Independiente Santa Fe | 29  | 22 | 9  | 2 | 11 | 29 | 29 | 0    |
| 10   | Independiente Medellin | 29  | 22 | 8  | 5 | 9  | 24 | 23 | +1   |
| 11   | Deportivo PereiraP     | 26  | 22 | 7  | 5 | 10 | 19 | 31 | -12  |
| 12   | Atlético Junior        | 25  | 22 | 6  | 7 | 9  | 27 | 29 | -2   |
| 13   | Deportivo Tuluá        | 23  | 22 | 5  | 8 | 9  | 23 | 28 | -5   |
| 14   | Real Cartagena         | 21  | 22 | 4  | 9 | 9  | 20 | 31 | -11  |
| 15   | Atlético Huila         | 20  | 22 | 5  | 5 | 12 | 20 | 36 | -16  |
| 16   | Atlético Bucaramanga   | 18  | 22 | 4  | 6 | 12 | 17 | 26 | -9   |

|  | Qualification pour la Copa Libertadores 2002 |

### Classement cumulé
| Rang | Équipe                 | Pts | J  | G  | N  | P  | Bp | Bc | Diff |
| ---- | ---------------------- | --- | -- | -- | -- | -- | -- | -- | ---- |
| 1    | Once Caldas            | 81  | 44 | 23 | 12 | 9  | 71 | 43 | +28  |
| 2    | Deportivo Cali         | 74  | 44 | 21 | 11 | 12 | 65 | 46 | +19  |
| 3    | América de CaliT       | 68  | 44 | 20 | 8  | 16 | 68 | 62 | +6   |
| 4    | Deportes Tolima        | 68  | 44 | 19 | 11 | 14 | 62 | 52 | +10  |
| 5    | CD Los Millonarios     | 65  | 44 | 19 | 8  | 17 | 66 | 54 | +12  |
| 6    | Deportivo Tuluá        | 65  | 44 | 17 | 14 | 13 | 53 | 47 | +6   |
| 7    | Independiente Santa Fe | 63  | 44 | 18 | 9  | 17 | 57 | 52 | +5   |
| 8    | Independiente Medellín | 63  | 44 | 17 | 12 | 15 | 64 | 48 | +16  |
| 9    | Atlético Nacional      | 63  | 44 | 17 | 12 | 15 | 48 | 46 | +2   |
| 10   | Envigado FC            | 61  | 44 | 16 | 13 | 15 | 63 | 66 | -3   |
| 11   | Atlético Junior        | 56  | 44 | 14 | 14 | 16 | 49 | 52 | -3   |
| 12   | Deportivo Pasto        | 56  | 44 | 14 | 14 | 16 | 44 | 61 | -17  |
| 13   | Deportivo PereiraP     | 53  | 44 | 15 | 8  | 21 | 45 | 65 | -20  |
| 14   | Real Cartagena         | 46  | 44 | 11 | 13 | 20 | 43 | 59 | -16  |
| 15   | Atlético Huila         | 42  | 44 | 11 | 9  | 24 | 48 | 76 | -28  |
| 16   | Atlético Bucaramanga   | 40  | 44 | 8  | 16 | 20 | 27 | 44 | -17  |

|  | Qualification pour la phase finale |
|  | Relégation en Copa Aguila          |

### Phase finale

#### Demi-finales
| Rang | Équipe                 | Pts | J | G | N | P | Bp | Bc | Diff |
| ---- | ---------------------- | --- | - | - | - | - | -- | -- | ---- |
| 1    | América de CaliT       | 10  | 6 | 2 | 4 | 0 | 8  | 5  | +3   |
| 2    | Once Caldas            | 9   | 6 | 2 | 3 | 1 | 10 | 10 | 0    |
| 3    | Independiente Santa Fe | 8   | 6 | 1 | 5 | 0 | 6  | 4  | +2   |
| 4    | CD Los Millonarios     | 2   | 6 | 0 | 2 | 4 | 3  | 8  | -5   |

| Rang | Équipe                 | Pts | J | G | N | P | Bp | Bc | Diff |
| ---- | ---------------------- | --- | - | - | - | - | -- | -- | ---- |
| 1    | Independiente Medellin | 11  | 6 | 3 | 2 | 1 | 9  | 5  | +4   |
| 2    | Deportivo Tuluá        | 10  | 6 | 3 | 1 | 2 | 5  | 5  | 0    |
| 3    | Deportivo Cali         | 8   | 6 | 2 | 2 | 2 | 5  | 5  | 0    |
| 4    | Deportes Tolima        | 4   | 6 | 1 | 1 | 4 | 5  | 9  | -4   |

#### Finale
| Équipe 1               | Résultat | Équipe 2        | Aller | Retour |
| ---------------------- | -------- | --------------- | ----- | ------ |
| Independiente Medellin | 0 - 3    | América de Cali | 0 - 1 | 0 - 2  |

### Barrage de promotion-relégation
Le club dernier du classement sur deux saisons de Copa Mustang, l'Atlético Bucaramanga, retrouve les 2e et 3e de Copa Aguilar, l'Unión Magdalena et le Cucuta Deportivo pour un barrage de promotion-relégation disputé à Carthagène. Les trois équipes rencontrent une seule fois leurs adversaires et les deux premiers accèdent ou se maintiennent en première division.
| Rang | Équipe                | Pts | J | G | N | P | Bp | Bc | Diff |
| ---- | --------------------- | --- | - | - | - | - | -- | -- | ---- |
| 1    | Unión Magdalena (D2)  | 6   | 2 | 2 | 0 | 0 | 4  | 0  | +4   |
| 2    | Atlético Bucaramanga  | 1   | 2 | 0 | 1 | 1 | 0  | 2  | -2   |
| 3    | Cucuta Deportivo (D2) | 1   | 2 | 0 | 1 | 1 | 0  | 2  | -2   |

|  | Promotion ou maintien en Copa Mustang |

- L'Atlético Bucaramanga et le Cucuta Deportivo sont départagés par une séance de tirs au but, la rencontre les opposant s'étant terminée sur le score de 0-0.

## Bilan de la saison
| Championnat de Colombie de football 2001 |                             |
| Champion                                 | América de Cali (11e titre) |
| Qualifications continentales             |                             |
| Copa Libertadores 2002                   | América de Cali             |
| Copa Libertadores 2002                   | Deportivo Tuluá             |
| Copa Libertadores 2002                   | Once Caldas                 |
| Promotions et relégations                |                             |
| Promus en Copa Mustang                   | Unión Magdalena             |
| Promus en Copa Mustang                   | Deportes Quindio            |
| Relégués en Copa Aguila                  | Aucun                       |